# Hypsilurus schoedei
Hypsilurus schoedei es una especie de iguanio de la familia Agamidae.

## Distribución geográfica
Es endémica de las islas del Almirantazgo (Papúa Nueva Guinea).